# 汪海粟
汪海粟（1912年—1993年），男，江苏靖江人，中华人民共和国政治人物。

## 生平
汪海粟1927年参加共青团，1936年加入中国共产党，在抗日战争中他参加新四军任宣传科科长。1941年皖南事变后被囚于上饶集中营。10月，他与丁公量从茅家岭监狱逃出。两人在福建省蒲城县盘亭乡，被乡公所抓壮丁。汪海粟假装成夜盲症逃脱。此后他主要在江苏和浙江地区组织武装力量。第二次国共内战中，他的主要工作也是在江苏组织游击队。
中华人民共和国成立后他的主要工作地方依然是苏南和江苏。他曾任南京工学院院长。1957年汪海粟被定为右派。文化大革命中他被迫害，1972年被平反。后任江苏省人民政府副省长等职，1983年退休。